# The Education of Little Tree
La magica storia di un piccolo indiano (The Education of Little Tree) è un film del 1997 diretto da Richard Friedenberg, adattamento dell'omonimo libro di memorie di Asa Earl Carter, firmatosi sotto lo pseudonimo di Forrest Carter.

## Trama
Negli anni Trenta, un bambino di otto anni a cui viene dato il nome nativo americano di "Piccolo Albero" è stato cresciuto da sua madre, vedova di guerra, ed è rimasto orfano dopo la sua morte per malattia. Sua zia lo vorrebbe prendere con sé, ma il nonno paterno e la nonna, i cui antenati erano fuggiti dal Sentiero delle Lacrime e nascosti nelle Great Smoky Mountains, portano il ragazzo a vivere con loro. Affidato alle cure dei nonni, il ragazzo viene a conoscenza del suo retaggio nativo americano e fa amicizia con Willow John. Gli viene insegnato come vivere alla maniera dei nativi come un tutt'uno con la Terra, ma anche a "imparare un mestiere" tramandato attraverso l'eredità scozzese di suo nonno, la produzione di whisky. Sua zia presenta una denuncia ai servizi per l'infanzia dalla zia, dando motivo al governo di prenderlo in custodia. Piccolo Albero viene allontanato da casa sua e affidato alla Notched Gap Indian School, un collegio di nativi americani la cui missione è di riformare i bambini nativi e assimilarli alla cultura bianca dominante, spogliandoli del retaggio nativo. Suo nonno viene a conoscenza del suo desiderio di tornare a casa e lo porta a casa. Piccolo Albero diventa orfano ancora una volta quando i suoi nonni muoiono . Willow John lo prende sotto la sua ala protettrice per imparare di più sulla via Cherokee.

## Accoglienza
Su Rotten Tomatoes, il film detiene un indice di gradimento del 59%, con una media ponderata di 6,1 su 10.